# Austrian Darts Open 2020
Das Austrian Darts Open 2020 sollten ursprünglich vom 1. bis 3. Mai in der Steiermarkhalle in Premstätten, einem Vorort von Graz, ausgetragen werden. Jedoch wurde das Turnier aufgrund der COVID-19-Pandemie abgesagt. Stattdessen wurde der World Cup of Darts 2020, welcher ursprünglich vom 18. bis 21. Juni in der Barclaycard Arena in Hamburg stattfinden sollte, nach Premstätten verlegt, um das Turnier zu ersetzen. Allerdings entschied die PDC Europe am 14. Oktober dieses Turnier in der Salzburgarena auszutragen.